# Tháp nước Hàng Đậu
Tháp nước Hàng Đậu (tên ban đầu: Đài đầu; tên khác: Bốt Hàng Đậu, Nhà máy nước tròn) là một tháp nước tọa lạc tại phố Hàng Đậu, phường Ba Đình, Hà Nội. Tòa tháp được xây dựng vào năm 1894 cùng với Tháp nước Đồn Thủy và đóng vai trò là nơi cấp nước cho thành phố những năm Pháp thuộc, sau này trở thành một di tích lịch sử của thủ đô.

## Lịch sử

### Bối cảnh
Vào ngày 19 tháng 7 năm 1888, Tổng thống Pháp Sadi Carnot đã ký sắc lệnh thành lập thành phố Hà Nội và từ năm 1898, cả Hà Nội trở thành xứ Bảo hộ của thực dân Pháp. Trước khi tháp nước được xây dựng, người Hà Nội chỉ chủ yếu dùng nước giếng đào hoặc từ các ao hồ xuất hiện dày đặc trong thành phố. Những năm 1894, nhiều đợt dịch bệnh lớn liên quan đến ô nhiễm nước đã diễn ra tại thành phố, làm ảnh hưởng tới rất nhiều dân sinh sống tại đây, trong đó có cả 12 nghìn quân sĩ Pháp. Cái chết của Paul Bert vì bệnh kiết lỵ vào 1896, chỉ ngay sau khi ông được bổ nhiệm làm thống sứ An Nam và Bắc Kỳ, cũng khiến người Pháp phải gấp rút hoàn thiện hệ thống cấp nước sạch theo lối châu Âu thay vì nguồn nước cũ.
Năm 1896, thực dân Pháp đã thành lập một ủy ban đặc biệt nhằm khảo sát các nguồn nước trong khu vực như là điểm ưu tiên trong quy hoạch Hà Nội. Quyết định xây dựng nhà máy nước (nhà máy nước Yên Phụ) chủ yếu là do nguồn nước uống không đảm bảo vệ sinh. Dự án nhà máy nước, cùng với tháp nước Hàng Đậu sau này và một số công trình điện nước khác của thành phố, đều được thực hiện chủ yếu để phục vụ cho thực dân và binh lính Pháp, còn người dân thì bị hạn chế và chỉ được dùng phần nước thừa ra. Vì lẽ đó, tháp nước Hàng Đậu, thuộc hệ thống truyền nước lớn trong nội đô, được coi là công trình đầu tiên đánh dấu sự thay đổi bộ mặt của thành phố Hà Nội; còn sớm hơn cả các công trình nổi bật cùng thời như cầu Long Biên, Nhà hát Lớn Hà Nội,...

### Xây dựng
Nhà máy nước Yên Phụ được khởi công xây dựng vào năm 1894, cùng lúc thực dân Pháp bắt đầu phá thành Hà Nội. Những viên đá xanh, đá ong lấy ra từ việc phá dỡ các bức tường thành được thương nhân Tư Hồng mua lại rồi bán đi, ngoài để xây nhà máy còn phục vụ cho việc dựng hai tháp nước truyền dẫn: một cái gọi là Đài đầu (Reservoir de tête) xây vào năm 1894, đặt ở góc Đông Bắc thành cũ gần nơi quân đội Pháp đóng quân và một tháp nước tương tự nhưng ít nổi tiếng hơn Đài đầu gọi là Đài cuối (Tháp nước Đồn Thủy), có vị trí tại khu nhượng địa Đồn Thủy phía Đông Nam thành phố, gần nhà thương quân đội thực dân khi ấy (nay là khu vực thuộc Bệnh viện Trung ương Quân đội 108). Vị trí của tháp Hàng Đậu được đánh giá là một nơi rất thuận lợi cho việc phân phối nước mà không cần bơm hỗ trợ và có thể rót nước thẳng vào thành Cửa Bắc. Áp lực từ độ cao của tháp Hàng Đậu sẽ đẩy nước tới nơi đóng quân của thực dân và những vòi nước công cộng đúc bằng gang đặt rải rác ở đầu các phố, rồi chảy về nhiều tòa công sở, biệt thự, nhà riêng trong nội thành.

## Kiến trúc
Tháp nước có thiết kế giống như một pháo đài kiên cố cao ba tầng, bao gồm phần thân là hình trụ tròn và mái tôn hình chóp nón, trong đó đường kính thân tháp dài 19 m và cao 21 m (25 m nếu tính cả chóp). Không gian bên trong tòa tháp có diện tích khoảng 250 m², với đài nước làm bằng thép đặt ở tầng trên, sở hữu dung tích là 1250 m³. Xung quanh tháp được bao quanh bởi bức tường đá đục 54 ô cửa hẹp và cao như lỗ châu mai. Bên ngoài tường tháp cũng có những hình khối vòm cung và các mô-típ trang trí sắt uốn để tránh gây cảm giác nặng nề do vật liệu xây dựng gây nên. Phần cổng ra vào của tòa tháp được lắp đặt hai cánh cửa theo phong cách bài trí trong các công trình ở Pháp khi đó. Trên mái của tháp nước là một cột thu lôi ở nóc tòa.
Do thiết kế của mình, tháp từng bị nhiều người so sánh với cái lô cốt và thường được gọi là Bốt Hàng Đậu. Trên thực tế, công trình này đã bị gọi tên nhầm lẫn như một thói quen lâu năm, khi Bốt Hàng Đậu dùng để chỉ đồn, trạm cảnh sát đối diện với tháp Hàng Đậu (nay là trụ sở Công an phường Đồng Xuân) chứ không hề liên quan gì tới tháp nước.
Trong quá khứ, nguồn nước chủ yếu mà tháp nước tiếp nhận là từ nhà máy nước Yên Phụ. Nước sạch truyền về sẽ được đưa lên két chứa trên tầng cao nhất để tạo thế năng, đưa vào hệ thống ống dẫn tới khu trung tâm thành phố. Để kiểm soát nguồn nước phân phối, người Pháp đã lắp đặt 5 van nước: đối với khu dân cư người bản xứ, họ sẽ hãm nhỏ cửa van dòng chảy đó, còn tại khu có nhiều người Pháp ở thì mở hết cửa van dồn tất cả số nước về khu vực.

## Sử dụng sau này
Từ năm 1960, chính quyền Việt Nam Dân chủ Cộng hòa đã quyết định nâng cấp nhà máy nước Yên Phụ và thay thế công nghệ truyền dẫn nước sạch. Tòa tháp không được sử dụng và bị bỏ hoang một thời gian dài sau đó. Tuy nhiên, ống ngầm bên dưới tháp vẫn nằm trong hệ thống tuyến ống truyền dẫn nước của thành phố. Tháp nước Hàng Đậu có thời gian từng bị đe dọa tháo dỡ để xây dựng các công trình phúc lợi khác vì vị trí đắc địa của nó. Thậm chí, trong nhiều năm, xung quanh chân tòa tháp là hàng chục ki ốt buôn bán và phải đến năm 2003 mới được trả về cảnh quan ban đầu.
Trong ba năm từ năm 2015 đến 2017, tòa tháp đã được thắp sáng bởi hệ thống đèn chiếu đổi màu do công ty Philips tài trợ lắp đặt nhằm kỷ niệm những ngày lễ lớn của hai nước Việt Nam và Hà Lan, đồng thời thể hiện quan hệ đối tác giữa hai quốc gia.
Năm 2023, tại khuôn khổ lễ hội Thiết kế Sáng tạo Hà Nội do Ủy ban nhân dân thành phố Hà Nội cùng Hội Kiến trúc sư Việt Nam tổ chức, lần đầu tiên Tháp nước Hàng Đậu đã được mở cửa miễn phí cho du khách vào tham quan bên trong. Dự án trưng bày tháp nước được thực hiện song song với việc cải tạo nhiều di tích công cộng như Ga Long Biên, Nhà máy Xe lửa Gia Lâm. Nhóm các kiến trúc sư Cao Thế Anh, họa sĩ Nguyễn Đức Phương cùng cộng sự đã lấy cảm hứng từ quan niệm "lục thủy", tức sáu loại nguồn nước khác nhau, của Á Đông để trang trí lại nội thất bên trong tòa tháp thông qua hai hệ thống sắp đặt về hình ảnh và thị giác, với thông điệp nhấn mạnh vào vai trò của nước trong cuộc sống. Sự kiện – diễn ra từ ngày 17 tháng 11 năm 2023 đến 31 tháng 12 cùng năm – sớm đã nhận được sự hưởng ứng từ người dân và thu hút rất đông người tham quan chỉ ngay trong ngày đầu mở cửa.

### Bảo tồn và cải tạo

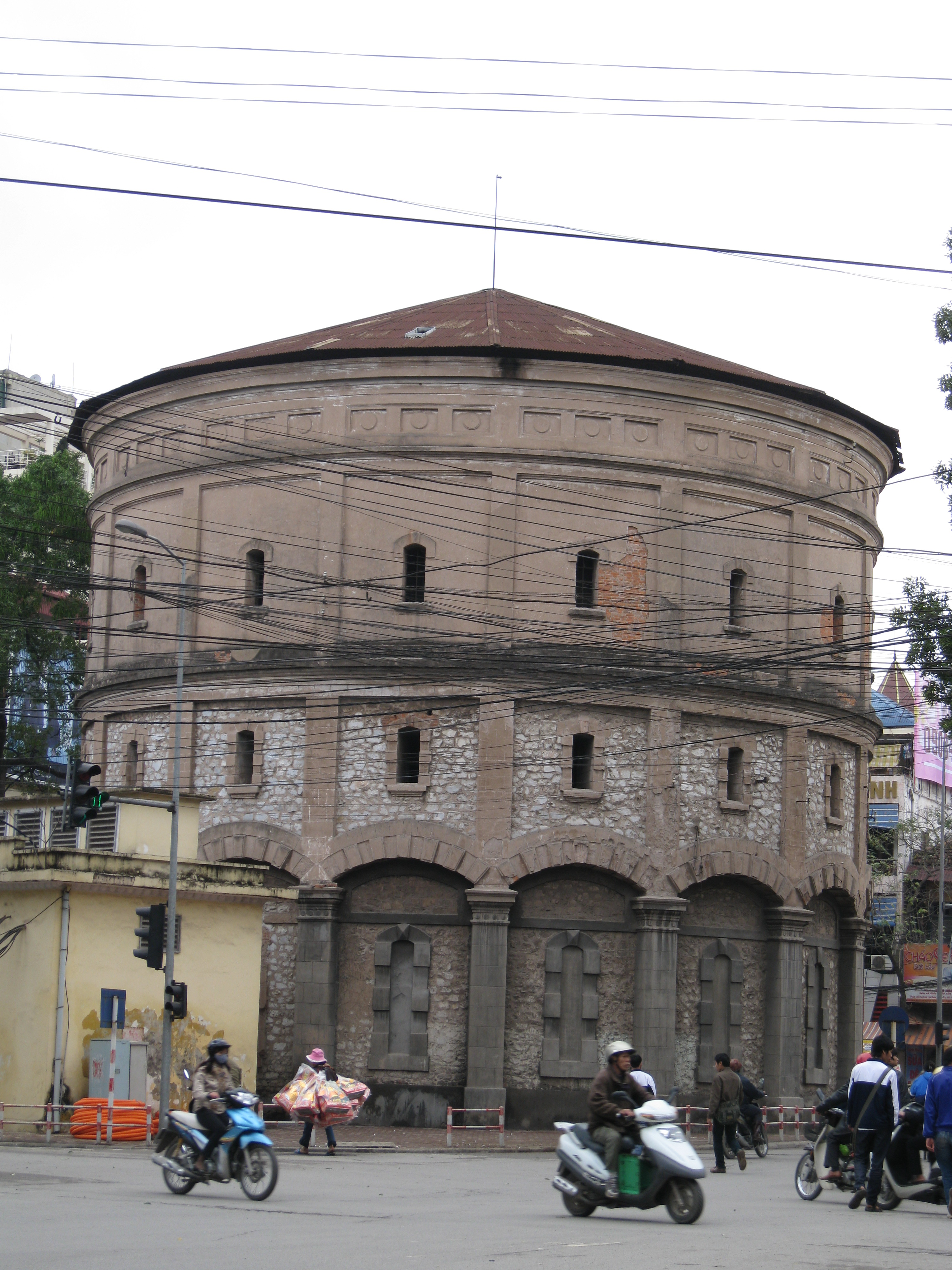
Ảnh chụp tháp nước vào năm 2010.

Dù đến trước năm 2010, kiến trúc của tháp nước Hàng Đậu vẫn được giữ nguyên, tháp nước tương tự tại Đồn Thủy đã bị thay đổi thiết kế bên trong và chỉ giữ lại phần mặt ngoài của tháp. Các thay đổi gồm việc tháo dỡ bồn nước bằng thép ở đỉnh tháp cùng hệ thống ống nước lên và xuống; phần mái tôn cũng bị thay mới. Hiện tòa tháp đã được chuyển đổi thành khu làm việc cho nhân viên Xí nghiệp kinh doanh nước sạch Hoàn Kiếm.
Công ty Nước sạch Hà Nội, cũng là đơn vị trực tiếp quản lý tháp nước, được ghi nhận đã đóng vai trò quan trọng trong việc giữ gìn nguyên vẹn hiện trạng của di tích lịch sử tháp nước Hàng Đậu một thời gian dài. Trước đó, ông Ngô Quỳnh Dũng, trưởng phòng Hành chính quản trị của công ty, đã dành thời gian để sưu tầm tư liệu và hiện vật về nhà máy nước Yên Phụ và sau đó đề xuất phương án biến tháp Hàng Đậu thành bảo tàng về ngành nước của Hà Nội trước dịp đại lễ. Tuy nhiên điều này vẫn chưa nhận được sự đồng ý sau khi sự kiện đã kết thúc.
Vào tháng 4 năm 2010, nhân dịp Đại lễ 1000 năm Thăng Long – Hà Nội, Uỷ ban nhân dân Hà Nội đã tiến hành đợt cải tạo lại tòa tháp với số tiền lên đến 3 tỷ đồng và thu hút sự chú ý của dân chúng. Tuy ban đầu kế hoạch của đợt cải tạo chỉ là lắp đèn hắt chiếu sáng ở mặt đất, các công việc sau đó như bóc lớp vữa cũ và trát mới, lợp lại mái tôn, đục bỏ các lớp gạch hỏng và thay vỉa hè... đã được thêm vào. Tháp nước còn được lắp đặt thêm trạm điện và hệ thống chiếu sáng. Điều này sau đó đã gây ra tranh cãi vì cho rằng việc cải tạo này không những không có ích mà còn phá hỏng cả di tích. Một số ý kiến trái chiều tiếp tục nổi lên khi tấm pano giới thiệu dự án có ghi rõ sẽ sơn lại phần xung quanh tòa tháp bằng màu sơn xanh và trắng, tuy nhiên thông tin này đã nhanh chóng bị phủ nhận và đính chính.
Theo thời gian, bởi nhận thức được tầm quan trọng của tháp nước trong lịch sử, những đề nghị cho việc xếp hạng di tích đối với tháp nước Hàng Đậu đã được nêu ra và thu hút sự chú ý từ công luận. Năm 2023, báo chí đặt câu hỏi về lý do tháp nước chưa được xếp hạng di tích lịch sử bởi chính quyền. Theo lý giải của Giám đốc Sở Văn hóa và Thể thao Hà Nội, do thiếu quy định cụ thể để xếp hạng di sản công nghiệp cũ đã dẫn tới những khó khăn trong quá trình hợp thức hóa việc xếp hạng công trình. Trước đó, vấn đề này từng được đem ra bàn luận vào năm 2022, trong bối cảnh tốc độ đô thị hóa tăng nhanh tại Hà Nội đã khiến nhiều nhà máy cổ có ý nghĩa quan trọng thời Pháp thuộc bị phá hủy để dựng thêm nhà mới.
Tháng 8 năm 2024, Ủy ban nhân dân quận Ba Đình đã triển khai lát đá, nối liền phần lòng đường nằm giữa Vườn hoa Vạn Xuân và Tháp nước Hàng Đậu để mở rộng không gian công cộng phục vụ người dân. Đây là công trình nằm trong dự án cải tạo Vườn hoa Vạn Xuân của thành phố trong năm này.